# Desmidiaceae
Desmidiaceae  là một họ Song tinh tảo trong bộ Zygnematales.

## Hình ảnh

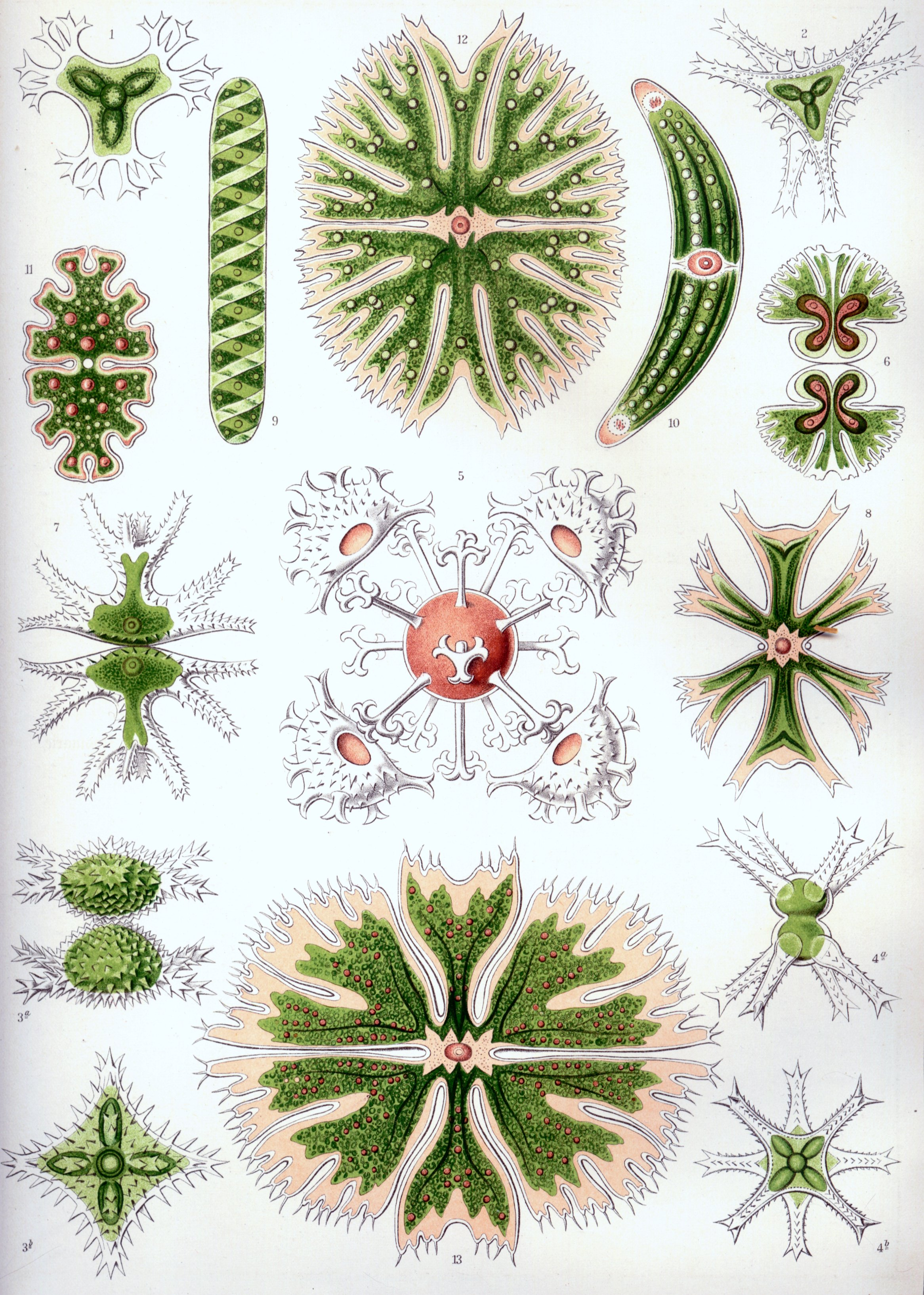
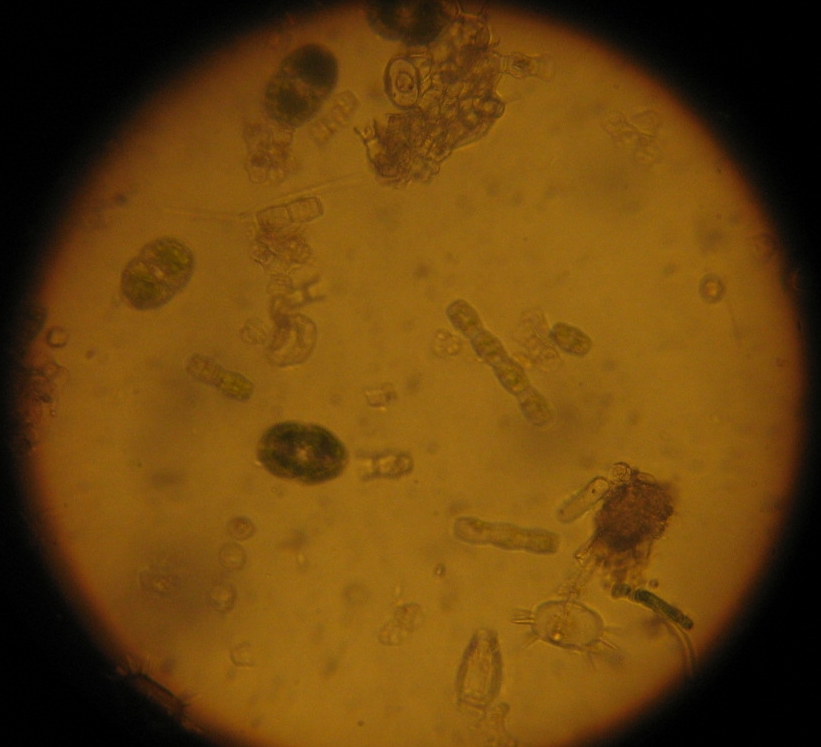
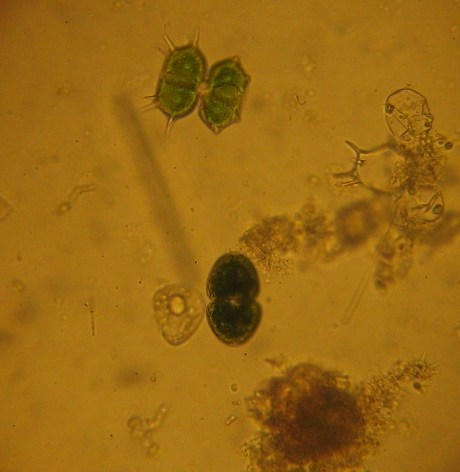

## Các chi
- Actinodontum
- Actinotaenium
- Allorgeia
- Amscottia
- Arthrodesmus
- Actinodontum
- Bambusina
- Bourellyodesmus
- Brachytheca
- Calocylindrus
- Cosmaridium
- Cosmarium
- Cosmocladium
- Croasdalea
- Cruciangulum
- Desmidium
- Docidium
- Euastridium
- Euastrum
- Groenbladia
- Gymnozyga
- Haplotaenium
- Heimansia
- Hyalotheca
- Ichthyocercus
- Ichthyodontum
- Mateola
- Micrasterias
- Octacanthium
- Onychonema
- Oocardium
- Pachyphorium
- Phymatodocis
- Pleurenterium
- Pleurotaeniopsis
- Pleurotaenium
- Prescottiella
- Raphidiastrum
- Sphaerozosma
- Spinocosmarium
- Spondylosium
- Staurastrum
- Staurodesmus
- Streptonema
- Teilingia
- Tetmemorus
- Trapezodesmus
- Triplastrum
- Triploceras
- Ursinella
- Vincularia
- Xanthidium